# والاس جونز (بواق)
والاس جونز (بالإنجليزية: Wallace Jones)‏ هو بواق أمريكي، ولد في 16 نوفمبر 1906 في بالتيمور في الولايات المتحدة، وتوفي في 23 مارس 1983 في نيويورك في الولايات المتحدة.

## وصلات خارجية
- والاس جونز على موقع ميوزك برينز (الإنجليزية)
- والاس جونز على موقع أول ميوزيك (الإنجليزية)
- والاس جونز على موقع ديسكوغز (الإنجليزية)